# Берёзки (Житомирская область)
Берёзки (укр. Берізки) — посёлок, входит в Бердичевский район Житомирской области Украины.
Население по переписи 2001 года составляло 35 человек. Почтовый индекс — 13340. Телефонный код — 4143. Занимает площадь 0,29 км². Код КОАТУУ — 1820883302.

## Местный совет
13340, Житомирська обл., Бердичівський р-н, с.Малосілка